# 할 야마노우치
할 야마노우치(이탈리아어: Hal Yamanouchi, 일본어: ハル・ヤマノウチ, 1946년 4월 20일 ~ )는 이탈리아의 배우이자 성우이다. 본명은 하루히코 야마노우치(이탈리아어: Haruhiko Yamanouchi, 일본어: 山内春彦)이다.

## 출연 작품
- 그레인 (2017)
- 쥬랜더 리턴즈 (2016)
- 스트리트 파이터: 전설의 귀환 (2014)
- 더 울버린 (2013)
- 시실리 : 피의 전쟁 (2012)
- 타다 에스타테 (2010)
- 웨이 백 (2010)
- 푸시 (2009)
- 뉴 글레디에이터스 (1984)
- 그린 호넷 (1974)